# وایبلینگن
شهر وایبلینگن (به آلمانی: Waiblingen) در ایالت بادن-وورتمبرگ در کشور آلمان واقع شده‌است.